# Sân bay quốc tế Gia Bình
Sân bay Quốc tế Gia Bình là sân bay quốc tế mới nhất tại Việt Nam được khởi công ngày 10/12/2024.
Sân bay Quốc tế Gia Bình thuộc xã Gia Bình, tỉnh Bắc Ninh, cách trung tâm thủ đô Hà Nội 40 km, cách Thành phố Bắc Ninh 25 km, cách Thành phố Hải Dương 25 km và cách Thành phố Bắc Giang 40 km.
Sân bay này được định hướng đảm bảo hoạt động của các chuyến bay chuyên cơ phục vụ lãnh đạo Đảng, Nhà nước, chính khách quốc tế trên các loại tàu bay cánh bằng loại lớn.

## Lịch sử
- Ngày 17/01/2021, Bộ Công an có văn bản 53/BCA-K02 về việc đề nghị chấp thuận địa điểm đất xây dựng sân bay trực thăng và doanh trại của Trung đoàn Không quân Công an nhân dân tại xã Xuân Lai, huyện Gia Bình, tỉnh Bắc Ninh[3].

- Ngày 17/05/2022, UBND tỉnh làm việc với Bộ Công an về dự án DTXD sân bay và doanh trại trung đoàn không quân CAND tại huyện Gia Bình.[4]

- Ngày 10/01/2023, Bộ Quốc phòng ban hành quyết định sân bay trực thăng Trung đoàn không quân CAND mang tên sân bay Gia Bình đặt tại xã Xuân Lai, huyện Gia Bình, tỉnh Bắc Ninh trên diện tích 125 ha, có vai trò, chức năng trong hệ thống cảng hàng không, sân bay toàn quốc là sân bay trực thăng cấp III, sân bay quân sự cấp III, sân bay dân dụng cấp 3C theo tiêu chuẩn của ICAO, sân bay chuyên dùng trên mặt đất. Phục vụ lực lượng Trung đoàn Không quân Công an nhân dân thực hiện nhiệm vụ bay huấn luyện, sẵn sàng chiến đấu trên các loại trực thăng được trang bị; dự bị cho hoạt động bay quân sự và một số hoạt động hàng không dân dụng khác.[5]

- Ngày 17/09/2024, Dự án sân bay Gia Bình được Thủ tướng Chính phủ phê duyệt chủ trương đầu tư tại Quyết định số 98/QĐ-TTg ngày 17/9/2024. Trong đó, giai đoạn 1 xây dựng sân bay chuyên dùng với đường băng dài 1.500m, quy mô sử dụng đất khoảng 125ha tại xã Xuân Lai và thị trấn Gia Bình.

- Ngày 18/11/2024, Hoàn thành công tác giải phóng mặt bằng Giai đoạn 1.[6]

- Ngày 10/12/2024, Khởi công sân bay Gia Bình.[7]

- Ngày 12/02/2025, Sân bay Gia Bình được nâng cấp thành Cảng hàng không quốc tế Gia Bình và bổ sung vào Quy hoạch hệ thống cảng hàng không toàn quốc thời kỳ 2021-2030, tầm nhìn đến năm 2050 theo Quyết định số 142/QĐ-BGTVT[2] với Quy mô, cấp sân bay 4E; Công suất thiết kế dự kiến: khoảng 1,0 triệu hành khách/năm thời kỳ 2021-2030; khoảng 3,0 triệu hành khách/năm tầm nhìn đến năm 2050.

- Ngày 20/02/2025, Phê duyệt Quy hoạch Cảng hàng không quốc tế Gia Bình thời kỳ 2021-2030, tầm nhìn đến năm 2050.[1]

- Ngày 03/04/2025, Điều chỉnh công suất thiết kế dự kiến lên khoảng 5 triệu hành khách/năm thời kỳ 2021-2030 và khoảng 15 triệu hành khách/năm tầm nhìn đến năm 2050.[8]

## Hạ tầng kỹ thuật
- Tổng diện tích: 363,5 ha
- Đường băng: 3.500 × 45 m
- Mục đích:
  - Sân bay trực thăng cấp III
  - Sân bay quân sự cấp III
  - Sân bay dân dụng tương đương cấp 4E (theo tiêu chuẩn của Tổ chức Hàng không dân dụng quốc tế)
- Sân đỗ máy bay: 
  - Thời kỳ 2021-2030: quy hoạch hệ thống sân đỗ tàu bay trực thăng phục vụ Trung đoàn Không quân Công an nhân dân(136,5 × 680 m bảo đảm cho 2 phi đội trực thăng); quy hoạch sân đỗ tàu bay khu hàng không dân dụng phục vụ chuyên cơ và tàu bay hàng không dân dụng đáp ứng khoảng 11 vị trí đỗ.
  - Tầm nhìn đến năm 2050: mở rộng sân đỗ tàu bay khu hàng không dân dụng đáp ứng khoảng 26 vị trí đỗ.

Ngoài các công trình quản lý, điều hành bay được bố trí ở phía Nam đường băng, sân bay Gia Bình có khu doanh trại Trung đoàn Không quân Công an nhân dân và hệ thống giao thông đồng bộ.

## Tuyến đường kết nối từ sân bay Gia Bình (tỉnh Bắc Ninh) về trung tâm TP. Hà Nội
- Ngày 18/12/2024, Thủ tướng Chính phủ tại Thông báo số 562/TB-VPCP giao chủ trì việc xây dựng tuyến đường kết nối từ sân bay Gia Bình (tỉnh Bắc Ninh) về trung tâm TP. Hà Nội cho tỉnh Bắc Ninh.

- Ngày 17/02/2025, Văn phòng UBND Thành phố Hà Nội có Văn bản số 57/TB-VP[10], thông báo Kết luận của Phó Chủ tịch UBND Thành phố Dương Đức Tuấn về phương án xây dựng tuyến đường kết nối sân bay quốc tế Gia Bình (tỉnh Bắc Ninh) với Thủ đô Hà Nội trên địa bàn TP. Hà Nội.

## Cảng cạn Gia Bình
- Ngày 15/02/2025, Bộ trưởng Bộ Giao thông vận tải đã ký Quyết định số 177/QĐ-BGTVT[11] về việc phê duyệt điều chỉnh cục bộ Quy hoạch phát triển hệ thống cảng cạn thời kỳ 2021-2030, tầm nhìn đến năm 2050. Theo đó, cảng cạn Gia Bình, huyện Gia Bình, tỉnh Bắc Ninh được bổ sung vào quy hoạch.[12]